# Manor (Texas)
Manor es una ciudad ubicada en el condado de Travis en el estado estadounidense de Texas. En el Censo de 2010 tenía una población de 5.037 habitantes y una densidad poblacional de 264,02 personas por km².

## Geografía
Manor se encuentra ubicada en las coordenadas 30°21′16″N 97°31′37″O / 30.35444, -97.52694. Según la Oficina del Censo de los Estados Unidos, Manor tiene una superficie total de 19.08 km², de la cual 19.04 km² corresponden a tierra firme y (0.2%) 0.04 km² es agua.

## Demografía
Según el censo de 2010, había 5.037 personas residiendo en Manor. La densidad de población era de 264,02 hab./km². De los 5.037 habitantes, Manor estaba compuesto por el 45.62% blancos, el 27.58% eran afroamericanos, el 0.95% eran amerindios, el 1.49% eran asiáticos, el 0.04% eran isleños del Pacífico, el 19.83% eran de otras razas y el 4.49% pertenecían a dos o más razas. Del total de la población el 47.55% eran hispanos o latinos de cualquier raza.

## Educación

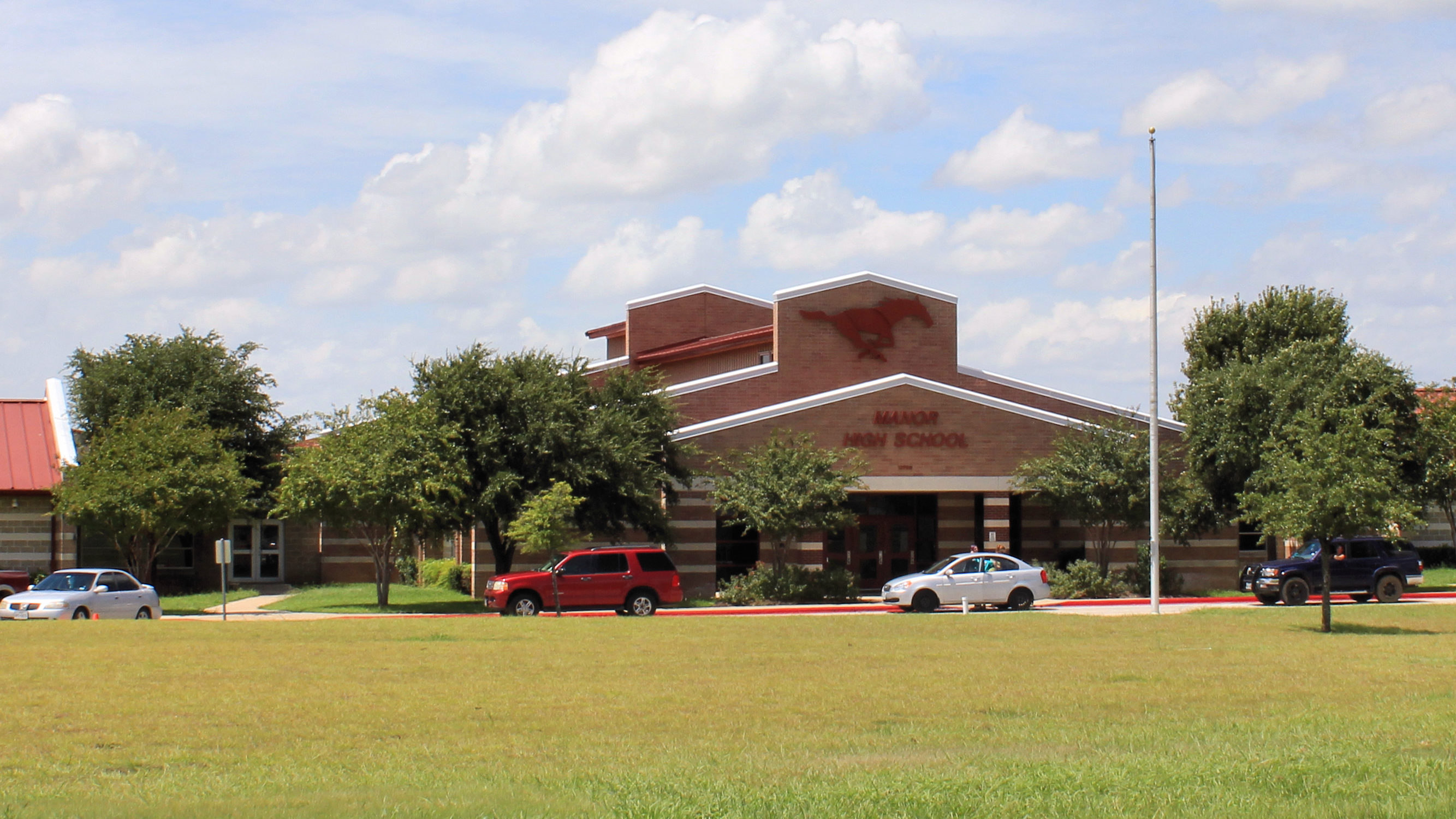
Escuela Preparatoria Manor

El Distrito Escolar Independiente de Manor gestiona las escuelas públicas que sirven a la ciudad.